# Tecnomelody
Tecnomelody (o Tecno melódico) es una forma de música del norte brasileño, particularmente Belém. Es un género musical creado primeramente por remixado y alteración de música popular y música de los ochenta. A pesar de ser erróneamente con tecnobrega, ambos géneros tienen muchas diferencias. Tecnomelody surgió como una evolución del brega pop. Se caracteriza por el uso de instrumentos electrónicos, sintetizadores y ritmos bailables que combinan influencias de la música regional (brega pop y melody de Pará) y global (eurodance y synthpop). Se ha popularizado principalmente a través de fiestas llamadas "aparelhagens" donde DJs y equipos de sonido de alta potencia animan a las multitudes. El estilo está marcado por un enfoque centrado en las voces melódicas, un uso intenso del autotune y un sonido más cercano al pop electrónico. Mientras que la tecnobrega surgió solo en la década de 2000 en el noreste de Brasil.